# Chilton (Oxfordshire)
Chilton – wieś w Anglii, w hrabstwie Oxfordshire, w dystrykcie Vale of White Horse. Leży 21 km na południe od Oksfordu i 80 km na zachód od Londynu. W 2001 miejscowość liczyła 838 mieszkańców.